# Krisztián Tamás
Krisztián Tamás (Budapest, 18 aprile 1995) è un calciatore ungherese, difensore dell'Újpest.

## Caratteristiche tecniche
Terizino di piede sinistro con una grande capacità di corsa.

## Carriera

### Club
Cresce calcisticamente nell'Újpest club della sua città natale, nel 2008 passa all'Haladás dove rimane fino al 2011 anno del suo passaggio al Milan con la squadra rossonera gioca ottime annate in primavera mettendosi in mostra anche al Torneo di Viareggio 2014 e alla UEFA Youth League venendo fatto allenare alcune volte con la prima squadra senza tuttavia essere convocato in partite ufficiali. Per la stagione 2014-15 il club decide di fargli fare esperienza mandandolo in prestito al Varese in Serie B, con i biancorossi debutta il 17 agosto nel secondo turno di Coppa Italia nella vittoria per 3-2 sulla Juve Stabia a febbraio 2015 dopo sole 4 presenze rientra a Milano e viene girato in prestito fino al termine della stagione ai cechi dello Slavia Praga con cui debutta ufficialmente alla diciassettesima giornata il 21 febbraio nella vittoria esterna per 3-1 ai danni dello Slovan Liberec, nel corso del campionato gioca ottime partite e diviene titolare della difesa al termine della stagione dopo 11 presenze e 2 assist fa ritorno al Milan. Ad agosto 2015 viene acquistato a titolo definitivo dallo Spezia, ma in una stagione e mezza trascorsa nel club ligure viene relegato spesso tra panchina e tribuna vedendo il campo in sole 5 occasioni, così a gennaio 2017 torna in patria accasandosi al Gyirmót riuscendo a segnare il suo primo gol tra i professionisti contro il Ferencváros non riuscendo tuttavia a salvare la squadra dalla massima serie chiudendo il campionato all'ultimo posto con 7 presenze e una rete. Per il campionato 2017-18 viene acquistato dal Videoton riuscendo ad esordire nelle coppe europee, seppur impiegato come riserva al termine della stagione vince il campionato, mentre nella stagione seguente si aggiudica anche la Coppa Nazionale. Per fargli fare maggiore minutaggio dopo 18 presenze e 2 reti viene mandato in prestito per il campionato 2019-20 allo Zalaegerszeg club neo promosso nella massima serie. Con le 17 presenze ottenute aiuta la squadra a centrare la salvezza, non venendo riscattato facendo quindi ritorno al Videoton. Il 15 luglio 2020 viene acquistato a titolo definitivo dall'Honvéd firmando un contratto biennale. Dopo aver offerto buone prestazioni gli viene prolungato il contratto rimanendo a Kispest fino al termine della stagione 2022-23 dove non riesce a salvare la squadra dalla retrocessione in seconda divisione, lasciando dopo 4 stagioni con 80 presenze e 4 gol firmando con l'Újpest.

### Nazionale
Inizia la trafila nella nazionale magiara nel 2010 con l'Under-16, dal 2011 al 2013 ha fatto parte dell'Under-17 giocando alcuni match validi per la qualificazione per l'europea di categoria e segnando ben 5 reti in sole 4 presenze. Successivamente ha giocato un match con l'Under-18, prima di passare all'Under-19. Dal 2014 al 2015 ha fatto parte dell'Under-20 con cui ha giocato 3 partite nei Mondiali Under-20 del 2015.
Nello stesso periodo si alterna all'Under-21 giocando 3 incontri.
Viene convocato per la prima volta in nazionale maggiore nel 2018 sotto la guida del ct Marco Rossi, per le gare contro Grecia e Finlandia valide per la neonata UEFA Nations League rimanendo tuttavia in panchina.

## Statistiche

### Presenze e reti nei club
Statistiche aggiornate al 19 agosto 2023.
| Stagione        | Squadra         | Campionato      | Campionato | Campionato | Coppe nazionali | Coppe nazionali | Coppe nazionali | Coppe continentali | Coppe continentali | Coppe continentali | Altre coppe | Altre coppe | Altre coppe | totale | totale | totale |
| Stagione        | Squadra         | Comp            | Pres       | Reti       | Comp            | Pres            | Reti            | Comp               | Pres               | Reti               | Comp        | Pres        | Reti        | Pres   | Reti   |        |
| --------------- | --------------- | --------------- | ---------- | ---------- | --------------- | --------------- | --------------- | ------------------ | ------------------ | ------------------ | ----------- | ----------- | ----------- | ------ | ------ | ------ |
| 2014-gen 2015   | Varese          | B               | 4          | 0          | CI              | 3               | 0               | -                  | -                  | -                  | -           | -           | -           | 7      | 0      |        |
| gen.-giu. 2015  | Slavia Praga    | 1L              | 11         | 0          | CR              | -               | -               | -                  | -                  | -                  | -           | -           | -           | 11     | 0      |        |
| 2015-2016       | Spezia          | B               | 4          | 0          | CI              | 1               | 0               | -                  | -                  | -                  | -           | -           | -           | 5      | 0      |        |
| 2016-gen. 2017  | Spezia          | B               | 1          | 0          | CI              | 0               | 0               | -                  | -                  | -                  | -           | -           | -           | 1      | 0      |        |
| Totale Spezia   | Totale Spezia   | Totale Spezia   | 5          | 0          |                 | 1               | 0               |                    | -                  | -                  |             | -           | -           | 6      | 0      |        |
| gen.-giu. 2017  | Gyirmót         | NBI             | 7          | 1          | MK              | 1               | 0               |                    | -                  | -                  | -           | -           | -           | 8      | 1      |        |
| 2017-2018       | Videoton        | NBI             | 7          | 1          | MK              | 3               | 2               | UEL                | 1                  | 0                  | -           | -           | -           | 11     | 3      |        |
| 2018-2019       | Videoton        | NBI             | 11         | 1          | MK              | 5               | 0               | UCL+UEL            | 1+0                | 0+0                | -           | -           | -           | 17     | 1      |        |
| Totale Videoton | Totale Videoton | Totale Videoton | 18         | 2          |                 | 8               | 2               |                    | 2                  | 0                  |             | -           | -           | 28     | 4      |        |
| 2019-2020       | Zalaegerszeg    | NBI             | 17         | 0          | MK              | 0               | 0               | -                  | -                  | -                  | -           | -           | -           | 17     | 0      |        |
| 2020-2021       | Honvéd          | NBI             | 22         | 2          | MK              | 2               | 0               | UEL                | 0                  | 0                  | -           | -           | -           | 24     | 2      |        |
| 2021-2022       | Honvéd          | NBI             | 29         | 2          | MK              | 3               | 0               | -                  | -                  | -                  | -           | -           | -           | 32     | 2      |        |
| 2022-2023       | Honvéd          | NBI             | 29         | 0          | MK              | 3               | 0               | -                  | -                  | -                  | -           | -           | -           | 32     | 0      |        |
| Totale Honvéd   | Totale Honvéd   | Totale Honvéd   | 80         | 4          |                 | 8               | 0               |                    | 0                  | 0                  |             | -           | -           | 88     | 4      |        |
| Totale carriera | Totale carriera | Totale carriera | 142        | 7          |                 | 21              | 2               |                    | 2                  | 0                  |             | -           | -           | 165    | 9      |        |

### Cronologia presenze e reti in nazionale
| Cronologia completa delle presenze e delle reti in nazionale ― Ungheria under 21 | Cronologia completa delle presenze e delle reti in nazionale ― Ungheria under 21 | Cronologia completa delle presenze e delle reti in nazionale ― Ungheria under 21 | Cronologia completa delle presenze e delle reti in nazionale ― Ungheria under 21 | Cronologia completa delle presenze e delle reti in nazionale ― Ungheria under 21 | Cronologia completa delle presenze e delle reti in nazionale ― Ungheria under 21 | Cronologia completa delle presenze e delle reti in nazionale ― Ungheria under 21 | Cronologia completa delle presenze e delle reti in nazionale ― Ungheria under 21 |
| Data                                                                             | Città                                                                            | In casa                                                                          | Risultato                                                                        | Ospiti                                                                           | Competizione                                                                     | Reti                                                                             | Note                                                                             |
| -------------------------------------------------------------------------------- | -------------------------------------------------------------------------------- | -------------------------------------------------------------------------------- | -------------------------------------------------------------------------------- | -------------------------------------------------------------------------------- | -------------------------------------------------------------------------------- | -------------------------------------------------------------------------------- | -------------------------------------------------------------------------------- |
| 10-10-2014                                                                       | Telki                                                                            | Ungheria under 21                                                                | 1 – 1                                                                            | Russia under 21                                                                  | Amichevole                                                                       | -                                                                                | 46’                                                                              |
| Totale                                                                           |                                                                                  | Presenze                                                                         | 1                                                                                |                                                                                  | Reti                                                                             | 0                                                                                |                                                                                  |

## Palmarès

### Club

#### Competizioni giovanili
- Torneo di Viareggio: 1

Milan: 2014

#### Competizioni nazionali
- Campionato ungherese: 1

Videoton: 2017-2018
- Coppa d'Ungheria: 1

MOL Vidi: 2018-2019